# Lucas & Steve
Lucas & Steve ist ein niederländisches House-DJ-Duo, bestehend aus den Musikern Lucas de Wert und Steven Jansen. Nach ihrer Gründung im Jahr 2010, konnten sie im Jahr 2014 erstmals mit Singles wie Fearless und Blinded auf sich aufmerksam machen. Im selben Jahr kam es außerdem zu ersten Auftritten vor großem Festival-Publikum. Seit 2014 steht das Duo beim niederländischen Plattenlabel „Spinnin’ Records“ unter Vertrag. Im Jahr 2016 landeten sie mit dem Lied Summer on You ihren ersten kommerziellen Erfolg.

## Karriere

### 2010 bis 2015: Gründung und Plattenvertrag
Das Duo wurde 2010 von Lucas de Wert und Steve Jansen in Maastricht als Lucas and Steve gegründet. Nach gemeinsamen Auftritten in verschiedenen Clubs, veröffentlichten sie im Juni 2011 über das niederländische Plattenlabel „Housepital Records“ ihre Debüt-EP Mind Control EP. Am 2. August 2011 folgte ihre zweite EP Remote EP über „GF Recordings“. Nach mehreren Single-Veröffentlichungen erschien Anfang Oktober 2013 die EP The Revolution EP über „WTF Music“ und wenige Wochen später mit der Rock It Now EP ein weiterer Extended Play über „Hotfingers“.
Nachdem Lucas & Steve mit den Liedern Craving und Without You in das Jahr 2014 gestartet waren, wurde das niederländische Plattenlabel „Spinnin’ Records“ auf das Duo aufmerksam und nahm es unter Vertrag. Mit den Singles Fearless und Blinded konnten sie erstmals große Bekanntheit erlangen und feierten kurz darauf Festivalauftritte beim Tomorrowland und dem RFM Somnii. Im Folgejahr kam es zu Kollaborationen mit verschiedenen anderen Künstlern, darunter mit Matt & Kendo, Laurent Wolf und Dr. Kucho! & Gregor Salto.

### 2016 bis 2017: Kommerzieller Durchbruch mitSummer on You
Im Sommer 2016 veröffentlichte das Duo die Single Summer on You, die in Zusammenarbeit mit dem niederländischen Deep-House-DJ Sam Feldt sowie dem Sänger Wulf entstand. Mit dieser landeten sie ihren ersten kommerziellen Erfolg. Sie erreichten u. a. Platz vier in den niederländischen Single-Charts und eine Platzierung in den schwedischen Charts. Im Juli 2016 folgte mit dem Song Enigma, den sie gemeinsam mit Pep & Rash produzierten, eine clubtaugliche Single.
Im April 2017 veröffentlichten sie das Lied Up Till Dawn (On the Move), das eine Coverversion des Liedes  On the Move von Bart Claessen aus dem Jahr 2000 darstellt. Der Song rückte bis an die Spitze der niederländischen und belgischen Single-Charts. Mit dem Lied Keep Your Head Up, das aus einer Zusammenarbeit mit Firebeatz und Little Giants hervorging, schlossen sie an diesen Erfolg an. Der Song bildet eine Follow-Up-Single zu dem Titel Show Me Your Love, der im August 2017 erschien. Zudem arbeiteten sie mit Bassjackers und Ummet Ozcan zusammen. Am 3. Juli 2017 erschien das Lied Let’s Go, das sie in Zusammenarbeit mit dem niederländischen DJ und Produzenten Mike Williams sowie dem Musiker Curbi produzierten. Das offizielle Musikvideo erschien zwei Tage nach Veröffentlichung und wurde mit allen vier Musikern in Amsterdam gedreht.

### 2018 bis 2019:Skyline World EP
Anfang 2018 veröffentlichten sie das Lied You Don’t Have to Like It, dessen Gesang von Janieck Devy beigesteuert wurde. Der Song sorgte für eine weitere Platzierung in den belgischen Single-Charts. Am 27. Juli 2018 erschien die Skyline World EP, die aus den Singles Anywhere, Home und With You bestand, die allesamt im Laufe des Monats erschienen. Insbesondere der Song Anywhere entwickelte sich zu einem Erfolg und zählte innerhalb kürzester Zeit über 10 Millionen Aufrufe auf der Streaming-Plattform Spotify. In Zusammenarbeit mit dem niederländischen Sänger Cimo Fränkel wurde eine Vocal-Version des Liedes aufgenommen, die unter dem Titel Where Have You Gone veröffentlicht wurde. Diese erreichte über 60 Millionen Streams auf Spotify.
Im Herbst 2018 erschien mit dem Track Adagio for Strings eine Coverversion des gleichnamigen Stücks von Samuel Barber aus dem Jahr 1938. Nach dem im Frühjahr 2018 erschienenen Song Source stellte es den zweiten Club-Track des Jahres dar. Parallel steuerten sie Remixe zu Robin Schulz und Erika Sirolas Speechless sowie David Guetta, Bebe Rexha und J Balvins Say My Name bei.
Im März 2019 erschien das Lied Don’t Give Up on Me, das sie gemeinsam mit Armin van Buuren und Josh Cumbee produzierten und Teil von van Buurens Studioalbum Balance war. Zu diesem Titel erschienen diverse Remixe, wie ein Club-Mix, Extended-Mix oder ein Trance-Mix. Im Juni 2019 folgte der Song Long Way Home, der mit Deepend und Michael Kintish entstand. Mit diesem platzierten sie sich ein weiteres Mal in den niederländischen Single-Charts. Dies gelang ihnen auch mit dem Track Perfect, der eine Coverversion des Liedes Take on Me der norwegischen Pop-Rock-Band A-ha aus dem Jahr 1985 darstellt. Der Gesang wurde dabei von dem niederländischen Sänger Haris Alagic beigesteuert.

### 2020: Diverse Singles und Debüt-Album
Nachdem sie während des Tomorrowland-Festivals 2019 das niederländische DJ-Duo W&W für die Premiere ihres gemeinsamen Liedes Do It For You auf der Bühne besucht hatten, wurde die Veröffentlichung des Tracks für den 24. Januar 2020 bekanntgegeben. Da das Lied sich jedoch stark an der Melodie des Songs House of Justice der niederländischen Produzenten DJ Jose und G-Spott bediente, und sie für die Nutzung keine Lizenz besaßen, wurde der Release kurzfristig zurückgezogen. Am 28. Februar 2020 erschien nach These Hights die zweite Kollaboration mit dem niederländischen Big-Room-Duo Bassjackers. Diese trug den Titel All My Life. Nachdem die Lizenzprobleme um Do It For You geklärt worden waren, erschien der Song im zweiten Anlauf am 9. März 2020 als Single.
Später erschienen weitere Songs, Letters, The World (mit dem DJ und Produzenten Sander van Doorn) und am 4. September 2020 Another Life mit der Sängerin Alida. Letters und Another Life erschienen als Single-Auskopplungen des Albums Letters To Remember.
Am 16. Oktober 2020 erschien ihr Debüt-Longplayer, Letters To Remember bei Spinnin’ Records. Er enthält 16 Tracks, darunter auch bereits erschienene Titel, wie Long Way Home (feat. Deepend), Perfect (feat. Haris), Letters, Another Life und Where Have You Gone (Anywhere), aber auch neue Songs.

## Diskografie

### Studioalben
| Jahr | Titel               | Höchstplatzierung, Gesamtwochen, AuszeichnungChartsChartplatzierungen (Jahr, Titel, Platzierungen, Wochen, Auszeichnungen, Anmerkungen) | Anmerkungen                            |
| Jahr | Titel               | NL | Anmerkungen                            |
| ---- | ------------------- | --- | -------------------------------------- |
| 2020 | Letters to Remember | NL36 (11 Wo.)NL | Erstveröffentlichung: 16. Oktober 2020 |

### EPs
- 2011: Mind Control EP
- 2011: Remote EP
- 2013: The Revolution EP
- 2013: Rock It Now EP
- 2018: Skyline World EP

### Singles
| Jahr | Titel Album                                        | Höchstplatzierung, Gesamtwochen, AuszeichnungChartsChartplatzierungen (Jahr, Titel, Album, Platzierungen, Wochen, Auszeichnungen, Anmerkungen) | Anmerkungen                                                              |
| Jahr | Titel Album                                        | NL | Anmerkungen                                                              |
| ---- | -------------------------------------------------- | --- | ------------------------------------------------------------------------ |
| 2016 | Summer on You –                                    | NL4 (21 Wo.)NL | Erstveröffentlichung: 10. Juni 2016 mit Sam Feldt feat. Wulf             |
| 2017 | Up Till Dawn (On the Move) –                       | NL2 (26 Wo.)NL | Erstveröffentlichung: 28. April 2017                                     |
| 2017 | Keep Your Head Up –                                | NL28 (6 Wo.)NL | Erstveröffentlichung: 20. Oktober 2017 mit Firebeatz feat. Little Giants |
| 2018 | I Could Be Wrong –                                 | NL30 (9 Wo.)NL | Erstveröffentlichung: 25. Mai 2018 mit Brandy                            |
| 2018 | Where Have You Gone (Anywhere) Letters to Remember | NL19 (13 Wo.)NL | Erstveröffentlichung: 28. September 2018                                 |
| 2019 | Long Way Home Letters to Remember                  | NL26 (11 Wo.)NL | Erstveröffentlichung: 13. Juni 2019 mit Deepend                          |
| 2019 | Perfect Letters to Remember                        | NL10 (23 Wo.)NL | Erstveröffentlichung: 29. November 2019 feat. Haris                      |
| 2020 | Letters Letters to Remember                        | NL13 (18 Wo.)NL | Erstveröffentlichung: 5. Juni 2020                                       |
| 2020 | Another Life Letters to Remember                   | NL28 (9 Wo.)NL | Erstveröffentlichung: 4. September 2020 feat. Alida                      |
| 2021 | I Want It All Letters to Remember                  | NL27 (8 Wo.)NL | Erstveröffentlichung: 22. Januar 2021                                    |
| 2021 | No Diggity –                                       | NL21 (8 Wo.)NL | Erstveröffentlichung: 26. März 2021 mit Blackstreet                      |
| 2021 | Paper Planes –                                     | NL22 (10 Wo.)NL | Erstveröffentlichung: 27. August 2021 feat. Tungevaag                    |
| 2021 | Anywhere with You –                                | NL27 (13 Wo.)NL | Erstveröffentlichung: 5. November 2021 mit Afrojack & DubVision          |
| 2021 | Alien –                                            | NL39 (3 Wo.)NL | Erstveröffentlichung: 10. Dezember 2021 mit Galantis & Ilira             |
| 2023 | After Midnight –                                   | NL38 (5 Wo.)NL | Erstveröffentlichung: 27. Januar 2023 mit Yves V feat. Xoro              |
| 2024 | Heart First –                                      | NL28 (11 Wo.)NL | Erstveröffentlichung: 22. November 2024 feat. Jordan Shaw                |
| 2025 | Something Like Magic –                             | NL35 (8 Wo.)NL | Erstveröffentlichung: 14. März 2025 mit Nick Schilder                    |

Weitere Singles
| - 2011: Flake - 2011: Flyn - 2011: Foolish - 2011: Above - 2011: Mind Control - 2011: The Mash - 2011: Remote - 2011: Resistor - 2011: Mantis - 2011: Kilimanjaro - 2012: The Situation - 2012: Lattitude - 2012: Clueless (mit Nothing But Funk) - 2012: Our House - 2012: Born in Chicago - 2012: Congasm - 2014: Craving - 2014: Without You - 2014: Blinded (feat. Bethany) - 2015: Fearless - 2015: You and I Know (mit Matt & Kendo) - 2015: Calinda 2K15 (vs. Laurent Wolf) - 2015: Love Is My Game (mit Dr. Kucho! & Gregor Salto) - 2016: Make It Right - 2016: Can’t Get Enough | - 2016: Enigma (mit Pep & Rash) - 2016: Love on My Mind - 2017: Calling on You (mit Jake Reese) - 2017: Feel Alive (mit Pep & Rash) - 2017: These Heights (mit Bassjackers) - 2017: Let’s Go (mit Mike Williams & Curbi) - 2017: Show Me Your Love (mit Firebeatz) - 2017: Stardust (mit Madison Mars) - 2017: Higher (mit Ummet Ozcan) - 2018: You Don’t Have to Like It (mit Janieck) - 2018: Source - 2018: Anywhere - 2018: Home - 2018: With You - 2018: Do It Right - 2018: Adagio for Strings - 2019: Lunar (mit Madison Mars) - 2019: Say Something - 2019: Don’t Give Up on Me (mit Armin van Buuren feat. Josh Cumbee) - 2019: Inception - 2019: Why Can’t You See - 2020: Do It for You (mit W&W) - 2020: The World (mit Sander van Doorn) - 2021: Do You Want Me |

### Remixe
- 2012: Christian Arenas – Warm Up!
- 2014: Red Carpet – Alright 2014 (mit Nothing But Funk Remix)
- 2014: Ruffneck feat. Yavahn – Everybody Be Somebody
- 2014: Sick Individuals – Wasting Moonlight
- 2015: Rockefeller – Do It 2 Nite
- 2015: Kraak & Smaak – Mountain Top
- 2015: Showtek & MC Ambush – 90s By Nature
- 2015: Felix Jaehn, Linying & Lost Frequencies – Eagle Eyes
- 2016: The Magician – Together
- 2017: Kraantje Pappie – Opgeturnt
- 2017: Hardwell & KSHMR – Power
- 2018: Robin Schulz feat. Erika Sirola – Speechless
- 2018: David Guetta, Bebe Rexha & J Balvin – Say My Name

## Auszeichnungen für Musikverkäufe
| Goldene Schallplatte - Norwegen - 2020: für die Single Perfect - Polen - 2024: für die Single Alien Platin-Schallplatte - Polen - 2021: für die Single Perfect |

| Land/RegionAuszeichnungen für Musikverkäufe (Land/Region, Auszeichnungen, Verkäufe, Quellen) | Gold     | Platin  | Verkäufe | Quellen |
| -------------------------------------------------------------------------------------------- | -------- | ------- | -------- | ------- |
| Norwegen (IFPI)                                                                              | Gold1    | —       | 30.000   | ifpi.no |
| Polen (ZPAV)                                                                                 | Gold1    | Platin1 | 45.000   | olis.pl |
| Insgesamt                                                                                    | 2× Gold2 | Platin1 |          |         |